# Manuel Ochsenreiter

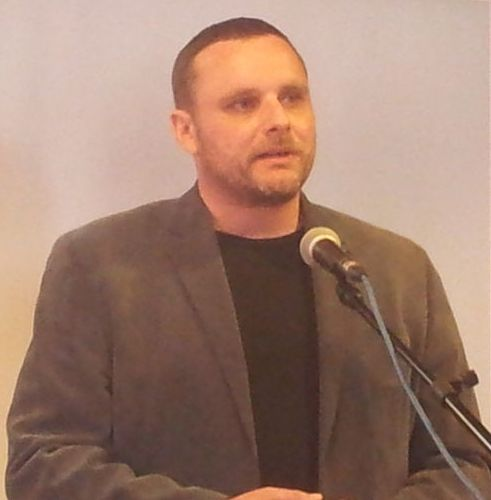
Manuel Ochsenreiter (2015)

Manuel Ochsenreiter (* 18. Mai 1976 in Isny im Allgäu; † 18. August 2021 in Moskau) war ein deutscher Journalist.

## Tätigkeit
Er war von 1994 bis 2004 Autor der neurechten Jungen Freiheit, außerdem Autor des Magazins Sezession des Instituts für Staatspolitik sowie Autor von eigentümlich frei. Zwischen 2004 und 2011 war er Chefredakteur der Deutschen Militärzeitschrift, für die er bis zu seinem Tod schrieb. Im März 2011 wechselte er in die gleiche Position zur Monatszeitschrift Zuerst! Beide Zeitschriften werden von Dietmar Munier verlegt und dem rechtsextremen Spektrum zugeordnet. Ochsenreiter produzierte für die Magazine viele Foto-Reportagen aus Krisen- und Kriegsregionen wie Syrien, Iran, Libanon, Ungarn und Ukraine. Er war Gast bei internationalen neofaschistischen Konferenzen und organisierte ähnliche Veranstaltungen. Im sozialdemokratischen Fachmedium Blick nach Rechts wird er daher als Netzwerker bezeichnet. Zu seinen einflussreichen Bekannten und Kooperationspartnern gehörte unter anderem Alexander Dugin. Er arbeitete auch im Bundestag für die AfD, bis er wegen des Verdachts auf Anstiftung zum Brandanschlag auf ein ungarisches Kulturzentrum im ukrainischen Uschgorod in Russland abtauchte. Er starb in Moskau an den Folgen eines Herzinfarkts.

## Leben

### Herkunft und politische Betätigung
Manuel Ochsenreiter war nach eigenen Angaben katholisch geprägt und wuchs in der Gemeinde Ellhofen im Allgäu auf. Nach dem Abitur 1996 am Gymnasium Lindenberg leistete er seinen Grundwehrdienst bei der Bundeswehr ab.
Ab 1994 schrieb er Artikel (häufig Reportagen) für die neurechte Wochenzeitung Junge Freiheit. 1995 gehörte er zu den Autoren des durch Roland Bubik herausgegebenen Sammelbandes Wir 89er, worin zwölf Vertreter einer Generation von „Jungrechten“ ihre der 68er-Bewegung gegenüberstehenden politischen Ziele vorstellten. Er wurde infolgedessen für das Jugendmagazin Live aus dem Alabama vom Bayerischen Rundfunk interviewt und seine Ansichten in der Satirezeitschrift Titanic und dem Nachrichtenmagazin Focus aufgegriffen. Außerdem war er Mitglied des völkischen Vereins Witikobund und der Jungen Union (JU), wo er 1995 den „Konservativen Aufbruch“ mit ins Leben rief, sowie stellvertretender Landesvorsitzender von Baden-Württemberg und Bayern des Unions-nahen rechtskonservativen Christlich-Konservativen Deutschland-Forums (CKDF).

### Studium, Korporation und Junge Freiheit
Ochsenreiter war einer der jüngsten Redakteure und leitete das Ressort „Zeitgeist & Lebensart“ der Jungen Freiheit in Berlin. Wegen Sparmaßnahmen der Zeitung verließ er sie zunächst im Jahr 1998. Ochsenreiter nahm 1999 ein Studium am privaten Institut für Marketing und Kommunikation (IMK) in Berlin auf, welches er als Diplom-Marketingkommunikationswirt beendete. Als Student trat er 2001 der schlagenden Berliner Burschenschaft der Märker in der Deutschen Burschenschaft bei, der er bis zu seinem Tod als Alter Herr verbunden blieb.
Von 2001 bis 2004 war er Leiter des Ressorts Innenpolitik der Jungen Freiheit. Thorsten Thaler, stellvertretender Chefredakteur der Jungen Freiheit, sah Ochsenreiters „Verdienste“ in seinen Beiträgen zum Islamismus und Linksradikalismus. Darüber hinaus schrieb er für die Zeitschriften Sezession, die ebenfalls der Neuen Rechten zugerechnet wird, und eigentümlich frei.

### Chefredaktion der DMZ und bei Zuerst!
Ochsenreiter war von 2004 bis 2011 Chefredakteur der Deutschen Militärzeitschrift (DMZ). In dieser Zeit untersagte die rot-grüne Bundesregierung den Bibliotheken und Fachinformationsstellen der Bundeswehr, die Zeitschrift weiterhin zu beziehen, weil diese dem „rechtsextremistischen Spektrum“ zuzuordnen sei.
Seit März 2011 war Ochsenreiter, der zunächst Stellvertreter war, als Nachfolger von Günther Deschner Chefredakteur der Monatszeitschrift Zuerst! des rechtsextremen Verlegers Dietmar Munier. Ein öffentlichkeitswirksames Interview führte er mit dem Vater des SPD-Politikers Sigmar Gabriel. Darüber hinaus interviewte er Persönlichkeiten der europäischen Rechten, u. a. den NPD-Politiker Arne Schimmer führender Aktivist des Zusammenschlusses von Holocaustleugnern Europäische Aktion, den ungarischen nationalkonservativen Politiker Zoltán Kovács und den russischen Nationalisten Alexander Dugin, den er als „langjährigen väterlichen Freund“ bezeichnete. Dem Extremismusforscher Elmar Vieregge zufolge, der das Magazin „Zuerst!“ im Jahrbuch Extremismus & Demokratie 2013 behandelt, nutzte Ochsenreiter seine Beiträge in der Zeitschrift auch dazu, sich selbst bekannt zu machen und eigene Positionen zu verbreiten.
Als DMZ- und Zuerst!-Chefredakteur berichtete er vom Balkan (Serbien, Ungarn) und aus dem Nahen Osten (Libanon, Syrien, Iran). Er war immer wieder Interviewpartner staatlichen Medien Russia Today, Syrian TV und der iranischen Nachrichtenagentur Fars. Ausführlich nahm er zum Bürgerkrieg in Syrien im neurechten Jugendmagazin Blaue Narzisse, aber auch im Ausland Stellung. In neurechten Kreisen galt er als Syrien- bzw. Nahost-Experte.

### Autorentätigkeit bei Compact
Ochsenreiter schrieb unter dem Pseudonym Andrea Ricci für das rechtsextreme Compact-Magazin und berichtete unter anderem als Auslandskorrespondent aus Syrien. Im Gegenzug schrieb Jürgen Elsässer unter dem Pseudonym Katerina Stavrapoulos Texte für Zuerst!

### Referententätigkeit
Er trat als Referent u. a. beim neurechten Institut für Staatspolitik (IfS), bei der rechtsextremen Jungen Landsmannschaft Ostdeutschland (JLO), der rechtsextremen Gesellschaft für freie Publizistik (GfP) und der Staats- und Wirtschaftspolitischen Gesellschaft (SWG) auf. Zudem hielt er Vorträge u. a. bei der „Ideenwerkstatt“ der Burschenschaft Normannia-Nibelungen zu Bielefeld, der Marburger Burschenschaft Rheinfranken, der Marburger Burschenschaft Germania und der Burschenschaft Frankonia Erlangen. Darüber hinaus nahm Ochsenreiter 2012 und 2013 an der von Götz Kubitschek organisierten nationalkonservativen Messe Zwischentag in Berlin teil.
2013 war er Referent beim fünften vom Arktos-Verlag organisierten Kongress „Identitär Idé“ in Stockholm, zu dem auch Philippe Vardon (Bloc identitaire/Nissa Rebela) und Paul Gottfried geladen waren. 2013 referierte er zum Thema Syrien. 2014 war er mit anderen „einschlägigen Gastredner[n]“ auf den „Identitären Kongress“ in Budapest geladen, der durch die ungarische Regierung kurz vor der Ausrichtung verboten wurde. Das Dokumentationsarchiv des österreichischen Widerstandes (DÖW) bezeichnete die geladenen Referenten als rechtsextrem bis neofaschistisch. Von dem Erziehungswissenschaftler Benno Hafeneger wurde Ochsenreiter zu den Akteuren im Umfeld der Identitären Bewegung gerechnet.
Im September 2014 war Ochsenreiter Referent („Israelische Lobby in Deutschland“) der Konferenz „New Horizon“ in Teheran, die, wie die Vorgängerkonferenz von 2006, Holocaustleugnern eine Plattform bot.
Von September 2018 bis Januar 2019 arbeitete Ochsenreiter als Fachreferent im Bundestagsbüro des AfD-Abgeordneten Markus Frohnmaier. Nachdem Ochsenreiter beschuldigt worden war, in einen Anschlag in der Ukraine verwickelt zu sein, bat er Frohnmaier nach dessen Angaben um Beendigung des Arbeitsverhältnisses, damit die Berichterstattung über die Vorwürfe diesem nicht weiter schaden könne. Seither hielt sich Ochsenreiter vorwiegend in Moskau auf.

### Anschlag in der Ukraine
Am 4. Februar 2018 wurde in der ukrainischen Stadt Uschhorod ein Brandanschlag auf eine ungarische Einrichtung verübt. Die Attacke mit Molotowcocktails sollte den polnischen Behörden zufolge als False-Flag-Aktion ukrainischen Neonazis zugeordnet werden, um die Beziehungen zwischen der Ukraine und Ungarn zu belasten. Die polnischen Täter wurden gefasst und standen 2019 vor einem polnischen Gericht in Krakau. Der Hauptangeklagte Michał P. soll Mitglied der polnischen Faschisten-Gruppierung „Falanga“ sein, die die pro-russischen Milizen in der Ostukraine unterstützt. Neben dem Brandanschlag war Ochsenreiter wegen Terrorismusfinanzierung angeklagt. P. sagte vor Gericht aus, Ochsenreiter habe ihn angestiftet, Personen zu suchen, um die Tat auszuführen. Weiterhin habe Ochsenreiter den Tag des Anschlages bestimmt und konkrete Anweisungen zur Durchführung gegeben. Auch die beiden Mitangeklagten hätten alles nach Ochsenreiters Vorgaben umgesetzt. Er erklärte zudem, dass er von Ochsenreiter 1500 Euro in mehreren Chargen erhalten habe.
Nach einer Strafanzeige durch eine Privatperson ermittelte die Generalstaatsanwaltschaft Berlin gegen Ochsenreiter wegen des Verdachts der Anstiftung zu schwerer Brandstiftung. Die Anklage der polnischen Staatsanwaltschaft lautete auf „Terrorfinanzierung“. Ochsenreiter bestritt alle Vorwürfe. Sein Anwalt erklärte, dass Ochsenreiter „keinerlei Kenntnis von solchen Anschlägen“ besessen habe.

### Mögliche Tätigkeit für Jewgenij Prigoschin
Nach einem Bericht der Wochenzeitung Die Zeit gehen westliche Nachrichtendienste davon aus, dass Ochsenreiter für den Oligarchen und Inhaber der paramilitärischen Wagner-Gruppe Jewgenij Prigoschin gearbeitet hat. Nach einem Bericht von Tagesschau.de zählte er in Russland auch zum Umfeld von Konstantin Malofejew.

### Familie
Manuel Ochsenreiter war seit 2003 verheiratet und hatte zwei Söhne.

### Tod
Am 18. August 2021 starb Ochsenreiter in Moskau nach einwöchigem Koma an den Folgen eines Herzinfarktes. Dugin betrauerte ihn auf Facebook als seinen „spirituellen Sohn“ und lobte ihn als „Feind der offenen Gesellschaft“.

## Publikationen und Rezeption

### Politische Positionierung
Er bezeichnete sich selbst 2005 in einem Interview als „Konservativer“. Nach Ansicht der SPD-Politiker Stephan Braun, Alexander Geisler und Martin Gerster schaffte er jedoch nicht immer den Abstand zu „rechtsextremen Kadern“. Ochsenreiter nannte Ernst Jünger seinen „Lieblingsautor“. Ein Ziel in seinem Leben war nach eigenen Angaben: „Vielleicht eine kleine ‚Konservative Revolution‘“.
In seinen Publikationen für die Junge Freiheit übte er starke Medienkritik, indem er eine vermeintlich „links“ dominierte Medienlandschaft anprangerte. Außerdem spielte er in seinen Publikationen auf die vermeintliche „Faschismus-Keule“ der Linken an. Die Hamburger Medienwissenschaftlerin Joan Kristin Bleicher attestierte ihm in Bezug auf Geschlechterrollen für die Zeit seiner Tätigkeit bei der Jungen Freiheit eine „rechtskonservative Weltsicht“. Ochsenreiter habe offenbar enge Russland-Kontakte gehabt. Möglicherweise hat er für russische Dienste gearbeitet. Davon berichten auch Quellen der Tagesschau, die ihn als Vermittler zwischen der AfD und Russland sieht.
Ochsenreiter wurde von chinesischen Geheimdienstmitarbeitern als „Freund“ bezeichnet und soll vom chinesischen Ministerium für Staatssicherheit „für die erfolgreiche Abwicklung“ eines „Projekts aus China mehrere Tausend Euro erhalten haben.“

### Buchveröffentlichung „Staatsmord in Bagdad“
Ochsenreiter gab 2007 den Sammelband Staatsmord in Bagdad. Saddam Hussein am Galgen heraus, in dem Beiträge von Jörg Haider, Jamal Karsli, Richard Lobsien, Heinz Magenheimer, Emil Schlee, Franz W. Seidler und Michael Wiesberg erschienen. Die Autoren zogen u. a. Parallelen zwischen den Nürnberger Prozessen und dem Prozess gegen Saddam Hussein. Im NPD-Presseorgan Deutsche Stimme erklärte Ochsenreiter, dass es sich bei beiden um „Siegerjustiz“ handle. Ein Interview zum Buch gab er darüber hinaus bei der rechtsextremen Zeitschrift Nation und Europa. Nach dem Publizisten Thomas von der Osten-Sacken wurde das Buch auch wohlwollend beim Regin-Verlag beworben.

### Verhältnis zum Islamismus
1995 äußerte er sich in einem Gespräch der Jugendsendung Live aus dem Alabama kritisch zum Islam. 2004 porträtierte er für die Junge Freiheit die Familie Özoguz, die Gründer eines islamistischen Firmennetzwerks und Betreiber des Internetportals Muslim-Markt aus Delmenhorst. Im darauffolgenden Jahr 2005, erschien dann in der Interview-Reihe „Muslim Interview“ des Muslim-Markt ein Interview mit Ochsenreiter. Er reiste 2008 in den Libanon, ließ sich dort auf einem zerstörten israelischen Panzer fotografieren und traf Vertreter der schiitischen Miliz Hisbollah. Dort interviewte Ochsenreiter u. a. deren Sprecher für den Libanon Imad Alawa. Gemeinsamkeiten zwischen der sogenannten Rechten und Muslimen sah er in der Kritik am Liberalismus. Er führte aus, dass es „ein geschichtlich gewachsenes Verhältnis von Muslimen und Christen gibt“, und verwies auf den Zweiten Weltkrieg. Gleichzeitig kritisierte er die muslimischen Spitzenverbände in Deutschland, die eine Nähe zu Bündnis 90/Die Grünen und zur Sozialdemokratie suchten, anstatt sich an konservativen Parteien zu orientieren.

## Schriften (Auswahl)
- Erziehungssache. In: Roland Bubik (Hrsg.): Wir ’89er. Wer wir sind – was wir wollen. Ullstein, Frankfurt am Main 1995, ISBN 3-548-36643-0, S. 209–225.
- Hrsg.: Staatsmord in Bagdad. Saddam Hussein am Galgen. Bonus, Selent 2007, ISBN 978-3-935962-06-3.